# 三重県道129号磯部大王自転車道線

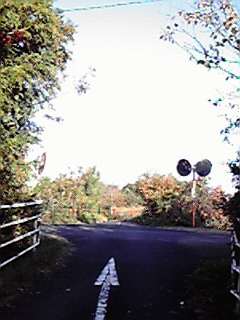
三重県道750号との接続点
写真上下方向の道が自転車道。
左右方向が県道750号。

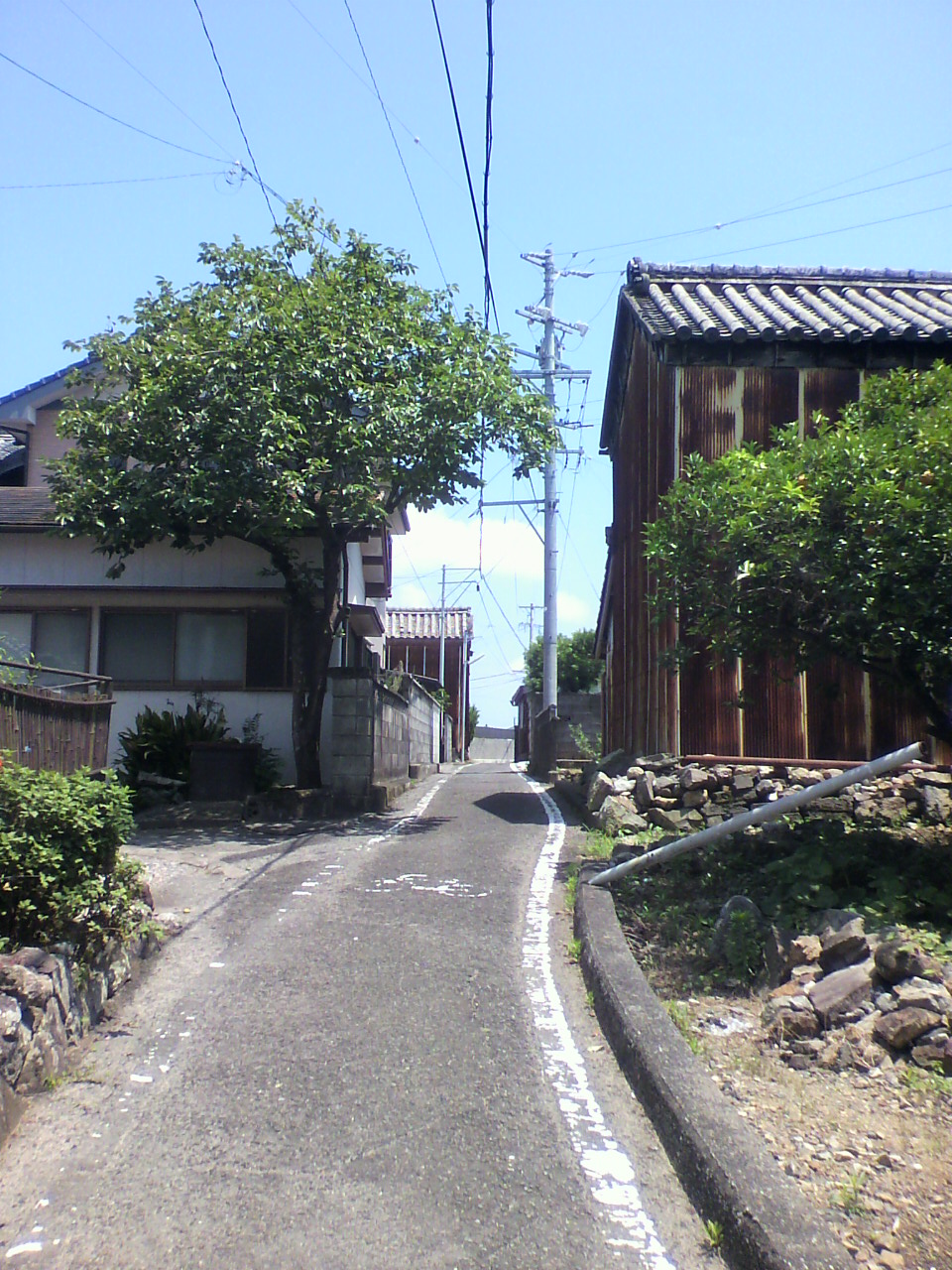
穴川集落を通り抜ける磯部大王自転車道

三重県道129号磯部大王自転車道線（みえけんどう129ごう いそべだいおうじてんしゃどうせん）は、三重県志摩市を通る自転車道である。太平洋岸自転車道の1路線となっている。

## 概要

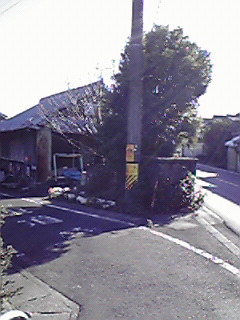
起点
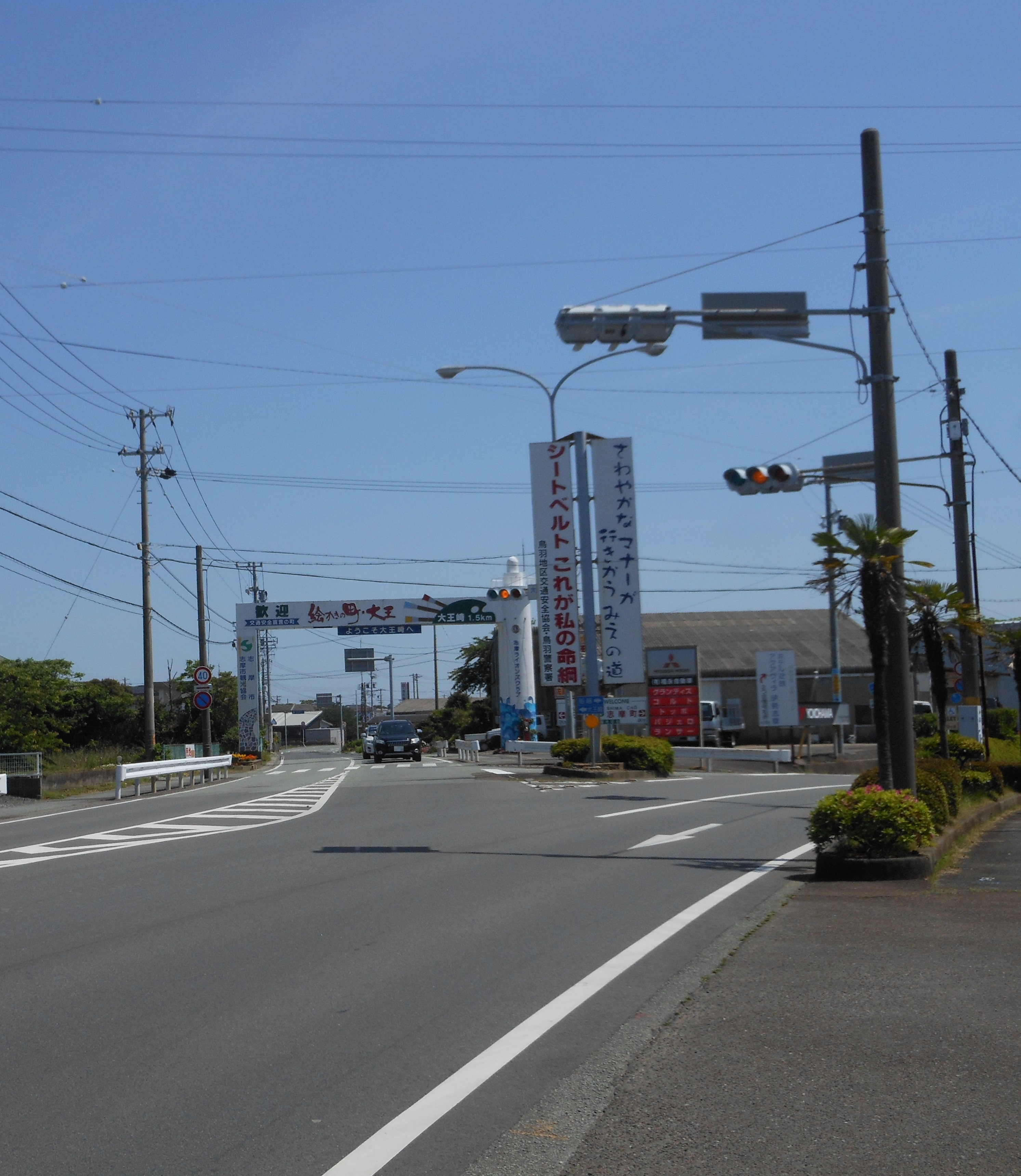
終点

### 路線データ
- 起点：志摩市磯部町穴川
- 終点：志摩市大王町波切字石塚3961-2番地先[1]（大王崎入口交差点）
- 総延長：18.490km（『磯部町史』による）

## 沿革
昭和40年代より磯部町道改良事業が開始され、穴川 - 坂崎間に自転車専用レーンが設置されたのが始まりである。1973年（昭和48年）9月21日に三重県道に認定、1977年（昭和52年）7月5日に一部区間の供用が開始された。1978年（昭和53年）には、磯部町穴川に三柳橋が完成、1989年（平成元年）に全線開通となった。

## 路線状況
- 全区間舗装が完了しており、道幅も乗用車1台分以上は確保されている。
- 案内看板設置や道路への矢印表記などがなされている。

### 駐輪場

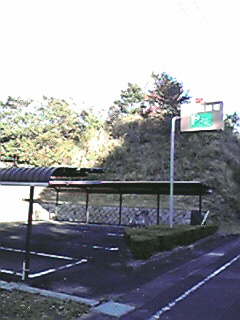
坂崎駐輪場
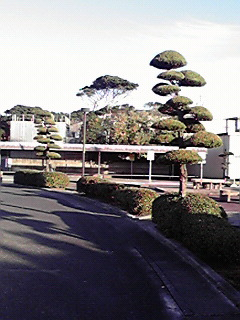
阿児駐輪場

- 坂崎駐輪場（磯部町坂崎） - 屋根付きの駐輪区画のほか、階段を上ると休憩施設（見晴台）がある。
- 阿児駐輪場（阿児町甲賀） - 屋根付きの駐輪区画と椅子がある。阿児の松原海水浴場の南端にある。

### 主な橋梁
三柳橋（さんりゅうばし）
二級河川の池田川に架かる自転車専用橋。全長68.0m。1978年（昭和53年）架橋。隣には下流寄りに近鉄の鉄橋が、上流寄りに県道61号の池田橋がある。

### 重複区間
- 三重県道61号磯部大王線：磯部町穴川字黒岩 - 磯部町坂崎、阿児町国府 - 阿児町甲賀
- 三重県道750号阿児磯部鳥羽線（三重県道61号との重複区間）：磯部町穴川字黒岩 - 磯部町坂崎
- 三重県道514号安乗港線（三重県道61号との重複区間）：阿児町国府
- 志摩市道里鹿谷線：全区間
- 国道260号：阿児町甲賀「甲賀口」交差点 - 大王町波切「大王崎入口」交差点（終点）

## 地理
磯部町区間
起点には錆び付いた案内板があったが、現在は撤去され、分かりにくい。穴川集落を縦貫して二級河川池田川を渡り、穴川駅前で再び県道61号と合流。旧坂崎口バス停より先、森林の中へと入って行く。
阿児町区間
磯部町から続く森林を抜け、一度海（的矢湾）に出るが、またすぐ森林に戻る。森林を抜けると、三重県道514号安乗港線と接続する。同線と県道61号を重複した後、甲賀地区の阿児の松原海水浴場南端に至る。堤防沿いを進み、志摩市道里鹿谷線を経て、甲賀口交差点で国道260号に接続する。
大王町区間
全区間が国道260号と重複している。波切集落の入り口である大王崎入口交差点で終点となる。

### 通過する自治体
- 三重県志摩市

### 接続する主な路線
重複路線を除いて記述する。
- 三重県道128号鳥羽阿児線（パールロード）：磯部町坂崎（ガード下を通る）

### 沿線

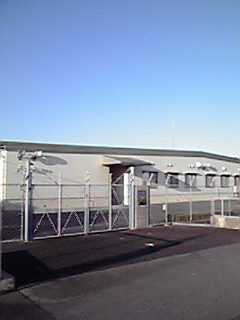
志摩海底ケーブル陸揚局

- 近鉄志摩線
  - 志摩磯部駅
  - 穴川駅
- 伊勢志摩エバーグレイズ - キャンプ場
- 志摩スペイン村物流センター
- 志摩海底ケーブル陸揚局（阿児町甲賀）
- 阿児の松原海水浴場